# Bronte (Texas)
Bronte es un pueblo ubicado en el condado de Coke en el estado estadounidense de Texas. En el Censo de 2010 tenía una población de 999 habitantes y una densidad poblacional de 268,42 personas por km².

## Geografía
Bronte se encuentra ubicado en las coordenadas 31°53′10″N 100°17′44″O / 31.88611, -100.29556. Según la Oficina del Censo de los Estados Unidos, Bronte tiene una superficie total de 3.72 km², de la cual 3.72 km² corresponden a tierra firme y (0.07%) 0 km² es agua.

## Demografía
Según el censo de 2010, había 999 personas residiendo en Bronte. La densidad de población era de 268,42 hab./km². De los 999 habitantes, Bronte estaba compuesto por el 90.19% blancos, el 0.6% eran afroamericanos, el 0.7% eran amerindios, el 0.1% eran asiáticos, el 0.1% eran isleños del Pacífico, el 6.01% eran de otras razas y el 2.3% pertenecían a dos o más razas. Del total de la población el 22.32% eran hispanos o latinos de cualquier raza.